# Giorgione Calcio 1996-1997
Questa voce raccoglie le informazioni riguardanti il Giorgione Calcio nelle competizioni ufficiali della stagione 1996-1997.

## Rosa
| N. |                   | Ruolo | Calciatore         |
| -- | ----------------- | ----- | ------------------ |
|    | Italia (bandiera) | D     | Claudio Amarotti   |
|    | Italia (bandiera) | A     | Eddy Baggio (II)   |
|    | Italia (bandiera) | P     | Alberto Ballico    |
|    | Italia (bandiera) | C     | Attilio Beghetto   |
|    | Italia (bandiera) | D     | Guido Belardinelli |
|    | Italia (bandiera) | C     | Matteo Carrer      |
|    | Italia (bandiera) | D     | Alessandro Cartini |
|    | Italia (bandiera) | C     | Mauro Conte        |
|    | Italia (bandiera) | C     | Stefano Daniel     |
|    | Italia (bandiera) | D     | Manuel Favaro      |
|    | Italia (bandiera) | C     | William Gobbato    |
|    | Italia (bandiera) | A     | Fabio Lorieri      |

| N. |                   | Ruolo | Calciatore           |
| -- | ----------------- | ----- | -------------------- |
|    | Italia (bandiera) | C     | Salvatore Mantovani  |
|    | Italia (bandiera) | D     | Carlo Marchetto      |
|    | Italia (bandiera) | D     | Federico Molinari    |
|    | Italia (bandiera) | C     | Tommaso Movilli      |
|    | Italia (bandiera) | C     | Filippo Novello      |
|    | Italia (bandiera) | P     | Carlo Riccetelli     |
|    | Italia (bandiera) | A     | Manuel Rizzi         |
|    | Italia (bandiera) | A     | Antonio Soda         |
|    | Italia (bandiera) | C     | Cristian Stangherlin |
|    | Italia (bandiera) | C     | Angelo Vernucci      |
|    | Italia (bandiera) | A     | Gabriele Zagati      |